# Markovac (Wojwodina)
Markovac (cyr. Марковац) – wieś w Serbii, w Wojwodinie, w okręgu południowobanackim, w mieście Vršac. W 2011 roku liczyła 255 mieszkańców.